# Donato Frisia
Pour les articles homonymes, voir Frisia.

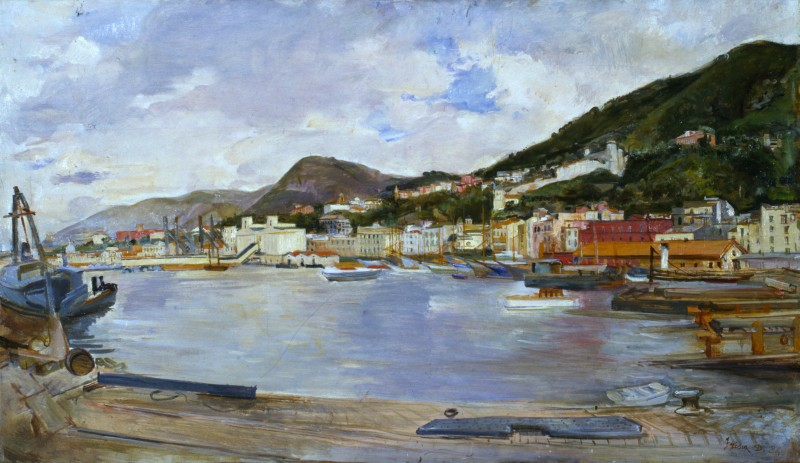
Castellammare, 1934 (Fondazione Cariplo)

Donato Frisia, né en 1883 à Merate, et mort en 1953 dans la même ville, est un peintre italien.

## Biographie
Donato Frisia naît le 30 août 1883 à Merate dans la province de Lecco. Il étudie à l'académie de Brera à Milan de 1905 à 1910. Il est l'un des amis d'Emilio Gola et participe à l'Esposizione Nazionale di Belle Arti à la Società per le Belle Arti ed Esposizione Permanente di Milano pour la première fois en 1910. Remarqué pour son exécution de monuments funéraires, il se concentre principalement sur la peinture de paysages et de natures mortes. Sa participation à la Biennale de Venise commence avec la 11e Esposizione Internazionale d'Arte della Città di Venezia en 1914 et comprend une salle personnelle à la 23e Esposizione Internazionale di Venezia en 1942. Après avoir servi pendant la première Guerre Mondiale, il fait de nombreux voyages, surtout à Paris. Il reçoit le prix Mylius de l'Académie des Beaux-Arts de Milan en 1921 et le prix Prince Umberto en 1922. Ses voyages se poursuivent dans les années 1930, dont des voyages en Afrique du Nord.
Il meurt le 13 décembre 1953 dans sa commune natale.